# 諮問評議会 (サウジアラビア)
諮問評議会（しもんひょうぎかい、アラビア語: مجلس الشورى السعودي,Majlis al-Shūra al-Saʿūdiyy）は、サウジアラビアの立法府である。

## 議会構成
一院制で、諮問評議会法により、国の立法は国王・諮問評議会・閣僚会議（閣議）が有するとされる。しかし、すべての法・条約などは国王の勅令に基づくものでなければならない。

### 任期
4年。

### 定数
150人。

### 選挙
国王による任命制。

### 選挙資格と被選挙資格
- 選挙資格：国王のみ。
- 被選挙資格：各分野で専門的な知識・知見を有する誠実で有能な30歳以上の生まれながらのサウジ人。

当初は男性のみだったが、2013年1月11日に30人の女性が諮問評議会議員に任命された。

## 参考資料
- サウジアラビアの議会・諮問評議会